# Onelia Fineschi
Onelia Fineschi (Firenze, 5 aprile 1921 – Roma, 20 aprile 2004) è stata un soprano italiana.

## Biografia
Onelia Fineschi fu conosciuta ed apprezzata in Italia ed all'estero specialmente nel repertorio verdiano e pucciniano.
La sua carriera iniziata negli anni '40 subì un'interruzione nei primi anni '50 per essere poi ripresa fino a metà degli anni '60.
Al cinema fu scelta per doppiare le attrici nelle parti cantate in alcuni film diretti da Carmine Gallone e di Gina Lollobrigida nel film Pagliacci.

## Vita privata
Fu la seconda moglie del tenore Francesco Albanese. 

## Filmografia parziale
- La signora dalle camelie, regia di Carmine Gallone (1947)
- Pagliacci, regia di Mario Costa (1948)
- La leggenda di Faust, regia di Carmine Gallone (1950)

## Repertorio
- Franco Alfano
  - Il dottor Antonio (Lucy Davenne)
- Georges Bizet
  - I pescatori di perle (Léïla)
  - Carmen (Micaëla)
- Benjamin Britten
  - Peter Grimes (Ellen Orford)
- Arrigo Boito
  - Mefistofele (Margherita)
- Gustave Charpentier
  - Louise (Louise)
- Umberto Giordano
  - Andrea Chénier (Maddalena di Coigny)
- Christoph Willibald Gluck
  - Orfeo ed Euridice (Euridice)
- Charles Gounod
  - Faust (Margherita)
- Georg Friedrich Händel
  - Giulio Cesare in Egitto (Cleopatra)
- Ruggero Leoncavallo
  - Pagliacci (Nedda)
- Jules Massenet
  - Manon (Manon Lescaut)
- Giacomo Puccini
  - La bohème (Mimì)
  - Madama Butterfly (Cio-Cio-San)
  - Suor Angelica (Suor Angelica)
  - Gianni Schicchi (Lauretta)
  - Turandot (Liù)
- Gioachino Rossini
  - Guglielmo Tell (Matilde d'Asburgo)
- Giuseppe Verdi
  - Il trovatore (Leonora)
  - La traviata (Violetta Valéry)
  - Simon Boccanegra (Amelia Grimaldi)
  - Don Carlo (Elisabetta di Valois)
  - Otello (Desdemona)
  - Falstaff (Mrs. Alice Ford; Nannetta)
- Richard Wagner
  - Lohengrin (Elsa di Brabante)
  - I maestri cantori di Norimberga (Eva)